# 가미카쿠시
카미카쿠시(일본어: 神隠し, 영어: spirit away)란 일본어로 "행방불명"을 의미하는 말이다. 다만 한국어 "행방불명"과 완전히 일치하는 의미는 아닌 것이, 풀어쓰면 초자연적 존재(카미)에 의한 숨겨짐(카쿠시)이라는 뜻으로서, 단순 잠적이 아닌 원인불명의 실종과 같은 뉘앙스다. 많은 경우 행불자는 신역으로 사라진 것으로 생각되었다.
조몬 시대 이전부터 일본에는 신과 영혼의 존재가 믿어지고 있었으며, 가무나비나 히모로기, 이와쿠라, 이와사카 등지는 신역으로서 현세와 단절된 경계 너머로 간주되었다. 그래서 화복(禍福)을 가지고 신령이 쉽게 넘어올 수 없도록 결계 구실을 하는 금줄이 쳐져있곤 했다. 신령이 이쪽으로 넘어오는 것 뿐 아니라 사람이 그쪽으로 넘어가는 것 역시 마찬가지로 금기시되었다.

## 같이 보기
- 텐구
- 오오카미카쿠시
- 휴거
- 가디언 (1990년 영화)